# Alfons Goppel
Alfons Goppel (ur. 1 października 1905 w Reinhausen, obecnej dzielnicy Ratyzbony, zm. 24 grudnia 1991 w Johannesbergu) – niemiecki polityk Unii Chrześcijańsko-Społecznej. Od 1962 do 1978 był premierem rządu Bawarii.

## Zarys biografii
Po maturze, zdanej w Starym Gimnazjum w Ratyzbonie, studiował od 1925 do 1929 prawo w Monachium. Później będąc już adwokatem osiadł wpierw w Ratyzbonie. Jego kariera polityczna rozpoczęła się w 1930, kiedy to wstąpił do Bawarskiej Partii Ludowej.
Po II wojnie światowej przyłączył się do nowo powstałej Unii Chrześcijańsko-Społecznej (CSU). W 1952 został zastępcą burmistrza miasta Aschaffenburg. Już w 1954 dostał się do bawarskiego Landtagu, którego członkiem pozostał do 1978. Od 1957 do 1958 był sekretarzem stanu w bawarskim ministerstwie sprawiedliwości, a potem do 1962 pełnił, pod rządami Hannsa Seidla i Hansa Eharda, funkcję ministra spraw wewnętrznych. 11 grudnia 1962 zastąpił Eharda na stanowisku premiera.
Goppel urzędował przez 16 lat, kiedy to zastąpił go Franz Josef Strauß. Tym samym jest on najdłużej urzędującym premierem Bawarii. Uzyskane 62,1% głosów w wyborach do bawarskiego Landtagu w 1974 jest wciąż najlepszym wynikiem jaki kiedykolwiek uzyskała CSU, a poza tym drugim wynikiem, który jakakolwiek partia uzyskała w wyborach do któregoś z Landtagów w Niemczech (lepszy wynik uzyskała tylko SPD w wyborach w Berlinie w 1948 uzyskując pod przewodnictwem Ernsta Reutera 64,5%).
Ostatnie lata swego politycznego zaangażowania spędził, zasiadając w Parlamencie Europejskim w latach 1979-1984. Zmarł w Johannesbergu. Został pochowany na Cmentarzu Leśnym w Monachium.
Wraz z żoną Gertrudą miał pięciu synów, m.in. bawarskiego polityka Thomasa Goppela. W 1965 został honorowym obywatelem Monachium, zaś w 1975 – Ratyzbony.
Z okazji 100. urodzin 1 października 2005 jego imieniem nazwano jedną ulic w Monachium.

## Publikacje
- Przemowy. Wybrane rękopisy z lat 1958 – 1965 (Reden. Ausgewählte Manuskripte aus den Jahren 1958 – 1965, Echter-Verlag Würzburg, 1965)
- Bawaria, Niemcy, Europa (Bayern, Deutschland, Europa. Festschrift für Alfons Goppel, hrsg. v. Ludwig Huber. Passavia-Verlag Passau, 1975)
- Najpiękniejszy urząd świata. Premierzy Bawarii 1945 – 1993 (Das schönste Amt der Welt. Die bayerischen Ministerpräsidenten 1945-1993, München 1999, hrsg. vom Bayerischen Hauptstaatsarchiv)